# Gongsun Du

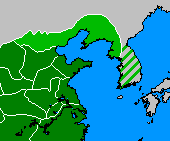
Die Liaodong-Halbinsel (hellgrün) unter der Herrschaft der Gongsun-Familie (190–238). Der schraffierte Bereich markiert die Einflusssphäre der Familie ab 204.

Gongsun Du (chinesisch 公孫度, Pinyin Gōngsūn Dù; † 204) war ein General der späten Östlichen Han-Dynastie.
Seine ersten Schlachten schlug er um 189 n. Chr. unter Dong Zhuo für dessen Marionettenkaiser Liu Bian (den vorigen Prinzen von Hongnong). Dong Zhuo plante eine Expansion nach Korea und beauftragte Gongsun Du mit dem Feldzug, der ein Erfolg wurde. Gongsun Du richtete dort die Lelang-Kommandantur ein.
Später übernahm er auf Dong Zhuos Befehl die Präfekturen in Liaodong (im Norden der Koreanischen Halbinsel) und erlangte so allmählich die Macht im Nordosten. Er schickte Gongsun Muo und Zhang Pi ins südliche Korea aus, um mehr Land zu gewinnen. So wurde er einer der mächtigsten Gouverneure der späten Han-Zeit. Nach seinem Tod übernahm sein Sohn Gongsun Kang die Kontrolle über den fernen Nordosten und teilte die Lelang-Kommandantur. Die südliche Hälfte bildete fortan eine eigene, Daifang genannte Kommandantur.
| Personendaten    | Personendaten                      |
| ---------------- | ---------------------------------- |
| NAME             | Gongsun, Du                        |
| KURZBESCHREIBUNG | General der Östlichen Han-Dynastie |
| GEBURTSDATUM     | 2. Jahrhundert                     |
| STERBEDATUM      | 204                                |